# Walker (série de televisão)
Walker é uma série de televisão americana de ação da The CW. É um reboot da série de televisão de 1993–2001  Walker, Texas Ranger. A série foi anunciada em janeiro de 2020, é estrelada por Jared Padalecki no papel titular. A estreia ocorreu em 21 de janeiro de 2021. Em fevereiro de 2021, a série foi renovada para segunda temporada, que estreou em 28 de outubro de 2021.
No Brasil, está disponível com exclusividade pelo Globoplay.

## Elenco

### Principal
- Jared Padalecki como Cordell Walker
- Lindsey Morgan como Micki Ramirez (temporadas 1–2[4])
- Molly Hagan como Abeline Walker
- Keegan Allen como Liam Walker
- Violet Brinson como Stella Walker
- Kale Culley como Arlo Walker
- Coby Bell como Capitão Larry James
- Jeff Pierre como Trey Barnett
- Mitch Pileggi como Bonham Walker
- Odette Annable como Geri (segunda temporada; recorrente primeira temporada)

### Recorrente
- Genevieve Padalecki como Emily
- Chris Labadie como Jordan
- Alex Landi como Bret
- Gabriela Flores como Isabel "Bel" Muñoz
- Karina Dominguez como Alma Muñoz
- Ricky Catter como Lorenzo Muñoz
- Rebekah Graf como Crystal
- Alex Meneses como Adriana

## Episódios

### 1ª temporada (2021)
| N.º na série | N.º na temp. | Título original              | Dirigido por        | Escrito por                                                                      | Exibição original       | Audiência (milhões) |
| ------------ | ------------ | ---------------------------- | ------------------- | -------------------------------------------------------------------------------- | ----------------------- | ------------------- |
| 1            | 1            | "Pilot"                      | Jessica Yu          | Anna Fricke                                                                      | 21 de janeiro de 2021   | 2,44                |
| 2            | 2            | "Back in the Saddle"         | Steve Robin         | Anna Fricke                                                                      | 28 de janeiro de 2021   | 2,11                |
| 3            | 3            | "Bobble Head"                | Randy Zisk          | Seamus Kevin Fahey                                                               | 4 de fevereiro de 2021  | 1,86                |
| 4            | 4            | "Bobble Head"                | John T. Kretchmer   | April Fitzsimmons                                                                | 11 de fevereiro de 2021 | 1,73                |
| 5            | 5            | "Duke"                       | Steve Robin         | Bret VandenBos & Brandon Willer                                                  | 18 de fevereiro de 2021 | 1,68                |
| 6            | 6            | "Bar None"                   | Amyn Kaderali       | Casey Fisher & Paula Sabbaga                                                     | 11 de março de 2021     | 1,33                |
| 7            | 7            | "Tracks"                     | Bola Ogun           | Casey Fisher & Paula Sabbaga                                                     | 18 de março de 2021     | 1,45                |
| 8            | 8            | "Fine is a Four Letter Word" | Stacey K. Black     | Katherine Alyse                                                                  | 8 de abril de 2021      | 1,03                |
| 9            | 9            | "Rule Number 17"             | Steve Robin         | Bret VandenBos & Brandon Willer                                                  | 15 de abril de 2021     | 1,14                |
| 10           | 10           | "Encore"                     | Stacey K. Black     | Blythe Ann Johnson                                                               | 6 de maio de 2021       | 0,98                |
| 11           | 11           | "Freedom"                    | Geri Carillo        | Blythe Ann Johnson                                                               | 13 de maio de 2021      | 0,90                |
| 12           | 12           | "A Tale of Two Families"     | Steve Robin         | História por : Seamus Kevin Fahey Roteiro por : Seamus Kevin Fahey & Anna Fricke | 20 de maio de 2021      | 1,00                |
| 13           | 13           | "Defend the Ranch"           | Alex Pillai         | História por : Seamus Kevin Fahey Roteiro por : Seamus Kevin Fahey & Anna Fricke | 10 de junho de 2021     | 1,03                |
| 14           | 14           | "Mehar's Jacket"             | Diana Valentine     | Casey Fisher                                                                     | 17 de junho de 2021     | 0,99                |
| 15           | 15           | "Four Stones in Hand"        | Tessa Blake         | Paula Sabbaga                                                                    | 24 de junho de 2021     | 1,08                |
| 16           | 16           | "Bad Apples"                 | Joel Novoa          | Aaron Carew                                                                      | 15 de julho de 2021     | 0,96                |
| 17           | 17           | "Dig"                        | Richard Speight Jr. | Seamus Kevin Fahey & Anna Fricke                                                 | 22 de julho de 2021     | 1,15                |
| 18           | 18           | "Drive" "Dirija" (BR)        | Steve Robin         | Seamus Kevin Fahey & Anna Fricke                                                 | 12 de agosto de 2021    | 1,10                |

## Produção

### Desenvolvimento
Em setembro de 2019, foi anunciado que um reboot de Walker, Texas Ranger, estrelado por Jared Padalecki, estava em desenvolvimento. A The CW escolheu o projeto para sua lista de desenvolvimento de 2020–21 em outubro de 2019. Em janeiro de 2020, foi anunciado que a CW encomendou o projeto diretamente para a série, ignorando um piloto de televisão, e seria intitulado Walker. A série foi escrita por Anna Fricke, que também deve ser produtora executiva ao lado de Dan Lin, Lindsey Liberatore e Padalecki. As produtoras envolvidas na série são CBS Television Studios e Rideback. Em 3 de fevereiro de 2021, a The CW deu à série cinco episódios adicionais para a primeira temporada e renovou a série para uma segunda temporada. A segunda temporada estreou em 28 de outubro de 2021.

### Seleção de elenco
Em 5 de fevereiro de 2020, foi anunciado que Lindsey Morgan havia se juntado a Walker no papel de Micki, a nova parceira de Walker no Texas Rangers. No mesmo mês, Keegan Allen foi escalado para o papel do irmão de Walker, Liam, enquanto Mitch Pileggi e Molly Hagan foram escalados como pai e mãe de Walker, Bonham e Abeline, respectivamente. Em 28 de fevereiro de 2020, foi anunciado que Coby Bell havia se juntado à série, interpretando o papel do Capitão Larry James, um capitão do Texas Ranger. Em 4 de março de 2020, Jeff Pierre foi escalado como personagem regular da série. Em 12 de março de 2020, Violet Brinson e Kale Culley se juntaram ao elenco como regulares da série. Em 14 de setembro de 2020, Genevieve Padalecki, esposa de Jared Padalecki, foi escalada para um papel recorrente. Em 30 de outubro de 2020, Odette Annable foi escalada para um papel recorrente. Em novembro de 2020, Chris Labadie e Alex Landi se juntaram ao elenco em papéis recorrentes. Em dezembro de 2020, Gabriela Flores entrou para o elenco recorrente. Em janeiro de 2021, Rebekah Graf se juntou ao elenco da série em um papel recorrente. Em fevereiro de 2021, Alex Meneses foi escalada em um papel recorrente. Em 29 de abril de 2021, foi relatado que Annable foi promovida ao elenco principal da série para a segunda temporada.

## Lançamento

### Marketing
Em 14 de dezembro de 2020, a The CW lançou o primeiro trailer oficial da série.

### Transmissão
Walker estreou em 21 de janeiro de 2021 na The CW.

## Recepção
No site do agregador de resenhas Rotten Tomatoes, a série tem um índice de aprovação de 29% com base em 17 resenhas, com uma classificação média de 4,75/10. O consenso de críticos do site afirma: "Apesar do desempenho decente, a narrativa branda de Walker e a ação limitada não conseguem preencher as chuteiras de seu homônimo". No Metacritic, tem uma pontuação média ponderada de 51 em 100 com base em 8 análises críticas, indicando "críticas mistas ou médias".